# Дэвис, Гай
Гай Дэвис (англ. Guy Davis; род. 12 мая 1952 года, Нью-Йорк, США)  — американский блюзовый гитарист, певец, банджоист, харпер, автор песен, также актёр. Номинант «Грэмми» в номинации «Лучший альбом традиционного блюза» (2018, 2022). 27-кратный номинант Blues Music Awards в номинациях «Исполнитель акустического блюза» (1999, 2001, 2004, 2007, 2008, 2010—2012, 2014, 2016, 2018—2020, 2022, 2023, 2025), «Альбом акустического блюза» (1999, 2001, 2003, 2004, 2007, 2014, 2016, 2018, 2025), «Альбом традиционного блюза» (1999, 2022), «Блюзовый инструменталист — иной (банджо)» (2007), «Песня года» (2001). Обладатель премии Keeping the Blues Alive Awards в номинации «Телевизионный фильм и видео» (1993). Сын актёров Руби Ди и Осси Дэвиса.

## Биография
Гай Дэвис родился в Нью-Йорке, рос, слушая рассказы о жизни на сельском Юге от своих родителей, и особенно от своих бабушек и дедушек. В восьмилетнем возрасте в летнем лагере в Вермонте, которым руководил брат Пита Сигера Джон Сигер, он научился играть на пятиструнном банджо (впоследствии банджо звучало на всех альбомах музыканта). Он сам научился играть на гитаре, не имея терпения брать формальные уроки, и учился, слушая и наблюдая за другими музыкантами.

### В музыке
Творчество Дэвиса вдохновлено такими блюзовыми музыкантами, как Слепой Вилли МакТелл, Лайтнин Хопкинс, Биг Билл Брунзи и особенно Лидбелли , к которым он пришёл, услышав записи Тадж Махала
Дебют Дэвиса как музыканта состоялся в 1969 году, когда Пит Сигер пригласил Дэвиса спеть песню «Message of the River», вошедшую в состав альбома Сигера The Greater Things: A Flexible Phonograph for Clearwater.
Впервые записал альбом Dreams About Life в 1978 году на котором одну из песен исполнил в качестве гостя Пит Сигер, причём он же и оплатил эту запись. В течение 1980-х и начала 1990-х в основном занимался карьерой в кино, театре и на телевидении, однако выступал в шоу, клубах и на фестивалях, оттачивая владение инструментом. В начале 1990-х выпустив два концертных альбома, в 1996 году выпустил студийный альбом Call Down the Thunder, затем в 1998 году ещё один You Don't Know My Mind. Этот альбом был признан «Блюзовым альбомом года» Ассоциацией независимой музыки. На церемонии WC Handy 1999 года альбом был номирован в двух номинациях как лучший альбом акустического блюза и как лучший альбом традиционного блюза, а сам Дэвис как лучший исполнитель акустического блюза. Всего за карьеру музыкант был номинантом  Blues Music Awards 29 раз, ни разу не став лауреатом премии.
В дальнейшем Гай Дэвис стабильно записывается и гастролирует по всему миру. В 2003 году Иэн Андерсон, основатель Jethro Tull, пригласил открывать Дэвиса свои концерты в ходе турне. В 2004 году Гай Дэвис выпустил альбом Legacy, интересный в том числе и тем, что обложку для этого альбома нарисовал известный художник комиксов и графический иллюстратор по имени Гай Дэвис. В честь совместной работы двух тёзок, владелец винодельни из Калифорнии Гай Дэвис создал ограниченный тираж вина, а дизайн этикетки выполнил иллюстратор Гай Дэвис.
Альбом 2017 года Sonny & Brownie's Last Train, записанный совместно с итальянским харпером Фабрицио Поджи, претендовал в 2018 году на Грэмми как «Лучший альбом традиционного блюза», как и альбом 2021 года Be Ready When I Call You.
В 2018 году Гай Дэвис собрал группу Gumbo, Grits & Gravy, которая играет «смесь американской, кельтской и цыганской музыки, приправленной блюзом, зайдеко и соулом», вместе со скрипачкой Энн Харрис и мультиинструменатлисткой Марселлой Симьен — дочерью мультиинструменталистки суперзвезды зайдеко Терренса Симьена.
В 2024 году вышел пока последний альбом музыканта The Legend Of Sugarbelly, о котором был следующий отзыв: «Слушая Дэвиса (это личный опыт) вы практически можете почувствовать жар, пульсирующий от его земной музыки. Нежное рычание его голоса, его коварный скрежещущий звук может быть похотливым в один момент и нежным в следующий… Мастерски владея акустической гитарой, банджо и губной гармошкой, Дэвис опровергает мнение о том, что исполнять кантри-блюз — это простое дело. Хотя его сдержанная игра отличается редкой деликатностью, эти песни пронизаны безграничным духом, который дарит разнообразные наслаждения».
«Дэвис напоминает вам, что блюз начинался как танцевальная музыка. Это блюз, созданный для того, чтобы подпевать ему, притопывать ногой, чувствовать себя праведным перед лицом угнетения и выражать благодарность своему ребенку за то, что он смазал вашу сковородку».
«Гай использует смесь корневой музыки, блюза, фолка, рока, рэпа, разговорного слова и мировой музыки и затрагивает разочарование из-за социальной несправедливости, касаясь исторических событий и обычных жизненных трудностей».

### В театре и кино
Первой большой актёрской ролью стала главная роль в фильме 1984 года Бит-стрит. В 1985 и 1986 годах он играл роль доктора Джоша Холла в сериале Одна жизнь, чтобы жить. Дебютировал на Бродвее в 1991 году в мюзикле Mulebone. В 1993 году играл роль Роберта Джонсона в мюзикле Robert Johnson: Trick the Devil, получив восторженные отзывы и став победителем премии Blues Foundation 1993 года «Keeping the Blues Alive Award»; её вручил Роберт Крей. За исполнение этой роли Дэвис был удостоен премии AUDELCO. В 1994 году Дэвис написал моноспектакль In Bed with the Blues: The Adventures of Fishy Waters дебют которого состоялся в 1994 году, получив хорошие отзывы критиков от The New York Times и Village Voice В 2009 году играл Сонни Терри в спектакле Finian's Rainbow, поставленном на Бродвее. В 2012 году Дэвис выпустил аудиопьесу под названием «Приключения Фиши Уотерса: В постели с блюзом», сборник «исторических» рассказов в форме пьесы, сопровождаемой песней Дэвиса. В 2022 году Дэвис написал и исполнил моноспектакль Sugarbelly and Other Tales My Father Told Me, который был поставлен в Crossroads Theater в Нью-Йорке.
Как драматург Дэвис является автором многих пьес и постановок. Mudsurfing, сборник из трех рассказов, получил премию Brio Award 1991 года от овета по делам искусств Бронкса. The Trial (позже переименованный в The Trial: Judgement of the People), одноактная пьеса против наркомании, гастролировала по всей системе приютов Нью-Йорка и была поставлена в 1990 году в театре McGinn Cazale . Дэвис также аранжировал, исполнял и был соавтором музыки для удостоенного премии Эмми фильма To Be a Man. Осенью 1995 года его музыка была использована в национальном сериале PBS The American Promise.

## Дискография
- 1978: Dreams About Life (Folkways Records)
- 1993: Guy Davis - Live, 1993 (The Music Hall)
- 1995: Stomp Down Rider (Red House Records)
- 1996: Call Down the Thunder (Red House Records)
- 1998: You Don’t Know My Mind (Red House Records)
- 2000: Butt Naked Free (Red House Records)
- 2002: Give in Kind (Red House Records)
- 2003: Chocolate to the Bone (Red House Records)
- 2004: Legacy (Red House Records)
- 2006: Skunkmello (Red House Records)
- 2007: Down At The Sea Hotel (Secret Mountain)
- 2007: Guy Davis On Air (Tradition & Moderne)
- 2009: Sweetheart Like You (Red House Records)
- 2012: The Adventures of Fishy Waters (Smokeydoke Records)
- 2013: Juba Dance (M.C. Records)[9]
- 2015: Kokomo Kidd (M.C. Records)
- 2017: Sonny & Brownie’s Last Train (M.C. Records)
- 2019: Gumbo, Grits & Gravy (M.C. Records)
- 2021: Be Ready When I Call You (M.C. Records)
- 2024: The Legend Of Sugarbelly (M.C. Records)